# Stavanger konserthus
Stavanger konserthus er to bygninger i Stavanger. Det oprindelige koncerthus i Bjergstedparken blev åbnet i 1982. Et nyt koncerthus i Sandvigå blev åbnet i september 2012.

## Det oprindelige Stavanger konserthus
Det oprindelige Stavanger konserthus ligger i Bjergstedparken i Stavanger. Hovedbygningen stod færdig i 1982 efter ombygning af den eksisterende Kuppelhal. Konsertsalen har kapasitet til omtrent 1100 publikummere. I tillæg benyttes foyeren til uformelle koncerter og et eget sommerprogram. Foruden koncerter, bruges koncerthuset til festforestillinger, revyer, show, musicals, klassisk ballet og moderne dans. Koncerthuset og Bjergstedparken er knyttet til Stavanger Symfoniorkester, Universitetet i Stavanger, afdeling for kunstfag og Stavanger Kulturskole. Koncerthuset havde i 2005 209 arrangement med 140.303 besøgende.

## Stavanger nye konserthus
Stavanger nye konserthus ligger i Sandvigå, 700 meter nordvest for torvet, og danner en ny forbindelse mellem Bjergsted musikpark og byen. Koncerthuset ble officielt åbnet af kronprins Haakon den 15. september 2012. Koncerthuset har to sale samt foyerområder ud mod vandsiden og et stort udendørs amfiteater. Sammen med Stavanger konserthus på Bjergsted, udgør det nye byggeri Norges største koncerthusanlæg, og et unikt område for kultur og oplevelse. Orkestersalen som har fået navnet Fartein Valen og flerbrugssalen Zetlitz (opkaldt efter Jens Zetlitz) skal begge har meget god akustik og det kan arrangeres symfonikoncert i den ene sal og for eksempel rockkoncert i den andre samtidig.

### Historie
I 1998 blev de første tegninger af et nyt koncerthus i Stavanger offentliggjort efter at SSO-musikererne Leif Værum Larsen og Arve Rosell havde involveret arkitekterne Thomas Helliesen og Ketil Moe til at tegne en skitse som blev præsenteret i Stavanger Aftenblad den 10. februar . I oktober 1998 blev den såkaldte "Bjergstedvisjonen" vedtaget af formandskabet i Stavanger og i 2000 blev der udskrevet en arkitektkonkurrence. Bystyret behandlede forstudiet 18. marts 2002, og vedtog at arbejde videre med et koncerthus med to sale: en orkestersal og en fleksibel flerbrugssal. Byggegrunden blev valgt i 2003, efter at bystyret fik præsenteret 15 forskelliget alternativer. Grunden i Sandvigå blev valgt, fra denne grund afgik der tidligere færger til England og Danmark, men denne trafik er flyttet til Risaviken. I december 2003 blev forslaget "I BOKS" af det Oslo-baseret arkitektfirmaet Medplan enstemmig valgt af juryen, bystyret vedtog dette i februar 2004. I Statsbudsjettet 2005 blev det bevilget 250 millioner til nyt koncerthus i Stavanger. Den 13. februar 2006 vedtog bystyret i Stavanger finansieringsplan og oplæg for realisering af koncerthuset, med 49 stemmer mod 18 (Frp, PP og Sp). "Nytt konserthus i Stavanger IKS" blev oprettet i 2006 og de stod ansvarlige for at gennemføre byggeprojektet under ledelse af formand og kommunalråd for Høyre Christine Sagen Helgø (ordfører i Stavanger fra 2011). Budgetrammen blev sat til 1045 millioner kroner. Den 1. oktober 2008 var der byggestart for "Bjergstedvisjonen", først med udbedring af kajområdet. Den 5. december, Stavangers sidste dag som Europæisk kulturhovedstad, blev grundstenen lagt af ordfører Leif Johan Sevland.
Stavanger konserthus og Nytt konserthus IKS blev et selskab 1. april 2011. Det nye selskab, Stavanger konserthus IKS, skal drive nyt og gammelt koncerthus (Kuppelhallen), samt fuldføre Bjergsted-udbygningen. Navnet på koncerthuserne er Stavanger konserthus.